# Скворцов, Михаил Николаевич
Михаи́л Никола́евич Скворцо́в (1 (13) октября 1845 — не ранее 1918) — псковский губернский предводитель дворянства, камергер, член Государственного совета.

## Биография
Из старинного дворянского рода Псковской губернии. Землевладелец Торопецкого уезда (родовые 167 десятин при селе Конопляшкино, у жены — приобретенные 173 десятины), домовладелец города Торопца.
По окончании Морского кадетского корпуса в 1866 году, был определен гардемарином в 6-й флотский экипаж. В течение двух лет находился в дальнем плавании. В 1869 году был прикомандирован к Кронштадтскому порту в состав учебно-артиллерийского отряда. В 1873 году был назначен командиром 9-й роты пароходофрегата «Соломбала». В 1875 году был зачислен в штат Морского училища. В 1883 году был назначен смотрителем Каменского морского госпиталя. В 1890 году был переведен в распоряжение начальника Морского штаба с прикомандированием к 8-му флотскому экипажу. Состоял председателем приемной комиссии при комиссариатских магазинах Санкт-Петербургского порта. В 1892 году был назначен помощником, а в 1895 году — старшим помощником командира Санкт-Петербургского порта.
В 1900 году вышел в отставку в чине генерал-майора и поселился в родовом имении Псковской губернии, где посвятил себя общественной деятельности и сельскому хозяйству. Избирался гласным Торопецкого уездного и Псковского губернского земских собраний. В 1907 году был избран губернским предводителем дворянства, в каковой должности пробыл одно трехлетие. С 1911 года состоял Торопецким уездным предводителем дворянства. В 1912 году был пожалован в камергеры. Был членом «Кружка дворян, верных присяге» и действительным членом Русского собрания. Участвовал в съездах Объединенного дворянства.
30 октября 1912 года избран в члены Государственного совета от дворянских обществ вместо В. Н. Ознобишина. Входил в правую группу. В 1915 году выбыл из состава Госсовета за окончанием срока полномочий.
По воспоминаниям торопецкого краеведа Д. К. Кунстмана, генерал-майор Скворцов проживал в Торопце до 1918 года. Дальнейшая судьба неизвестна.

## Награды
- Орден Святого Станислава 2-й ст. (1891)
- Орден Святой Анны 2-й ст. (1896)
- Орден Святого Станислава 1-й ст. (1906)
- Орден Святой Анны 1-й ст. (1909)
- Орден Святого Владимира 2-й ст. (1914)

Иностранные:
- персидский Орден Льва и Солнца 2-й ст.
- французский Орден Почетного Легиона, офицерский крест.